# Ciril VII
|  | Per a altres significats, vegeu «Ciril VII de Constantinoble». |

Ciril VII nascut François Siaj (o Siage o Siagi) va ser patriarca de l'església melquita entre 1794 i 1796.
François Siaj era un monjo de l'orde Basilià Salvatorià. Entre 1760 i 1768 va ser un partidari manifest d'Atanasi Jawhar en els enfrontaments pel patriarcat entre el patriarca Teodosi V i l'anti-patriarca Atanasi Jawhar. En aquest context va anar amb Jawhar a Roma el 1762, i quan tornà al Líban va ser consagrat bisbe de Bosra i Hauran pocs dies després del 23 de desembre del 1763, i va prendre el nom de Ciril. :67Com que la seva consagració fou celebrada per Eutimi Fadel, bisbe de Zahle i Forzol i partidari de Jawhar, el patriarca Teodosi V no va reconèixer el seu nomenament fins a l'apaivagament del 1768 entre Teodosi Dahan i Atanasi Jawhar.
François Siaj va ser elegit patriarca pel sínode de bisbes l'11 de desembre  de 1794. La seva elecció fou confirmada pel Papa Pius VI el 28 de juny de 1796. Ciril VII va morir el 6 d'agost de 1796  a Aitanite, on fou  enterrat.:77